# Cora (divisão territorial)

Mapa aproximado das "coras" do emirado de Córdova (929)

Organização territorial do Califado de Córdova (1000)

A Cora é a designação das demarcações territoriais nas quais ficou dividido o Alandalus, a antiga Península Ibérica islâmica, durante o emirado e o califado de Córdova. Coexistia com outra demarcação territorial denominada Marca ("thagr"), que se sobrepunha às coras nas zonas fronteiriças com os reinos cristãos. Ambas constituíam a organização territorial do Alandalus.

## Etimologia
Segundo o dicionário da Real Academia Espanhola, cora provém do termo em árabe: كورة; romaniz.: kūrah, e este do grego χῶρα, com o significado de "território".

## Organização territorial do Alandalus
O Califado foi organizado em seis grandes circunscrições, três interiores e três fronteiriças, todas com as suas respectivas coras. As demarcações ou regiões interiores (nabiia) eram: Algarbe Alandalus, que abrangia a atual província de Huelva e o sul de Portugal; al-Mawsat ou "terras do centro", que se estendia pelos vales do rio Guadalquivir e do rio Genil, além das zonas montanhosas da Andaluzia, ou seja, a antiga "Bética"; e Xarque Alandalus ou "terra de oriente", que abrangia o arco mediterrâneo, da atual província de Múrcia até Tortosa. Entre estas demarcações e a fronteira situavam-se as três marcas: Altaguir Alala ou Marca Superior (Saragoça); Altaguir Alauçate ou Marca Média (Toledo); e Altaguir Aladna ou Marca Inferior (Mérida). Estas Marcas mantiveram-se até a aparição dos Reinos de Taifas. No modelo andalusino, a fronteira concebia-se como uma grande faixa desorganizada de separação, no exterior das marcas, sem fazer parte da estrutura territorial e com povoamento muito escasso, limitado a pontos concretos, como ocorreu com o vale do rio Douro após o abandono, por volta de 750, da zona pelos Berberes inicialmente assentados nela e as migrações de moçárabes para o reino das Astúrias.
Cada Cora tinha atribuído um território com uma capital, na qual residia um vali ou governador, que habitava na parte fortificada da cidade, ou alcáçova. Em cada cora havia também um cádi ou juiz. As "marcas" ou "tugur" (plural de "taguir"), por outro lado, tinham à sua frente um chefe militar chamado caide, cuja autoridade superpunha-se às autoridades das coras incluídas na marca.
As coras, pela sua vez, estavam divididas em demarcações menores, chamadas iqlim, que eram unidades de caráter econômico-administrativo, cada uma delas com uma povoação ou castelo como cabeceira. Alguns autores consideram que as coras são herdeiras das anteriores demarcações béticas. A demarcação implicava o exercício de determinados poderes políticos, administrativos, militares, econômicos e judiciários. A cora, como demarcação base, foi usada praticamente durante toda a existência do Alandalus, ainda que somente se dispõe de informação completa à época do Califado de Córdova.
Nos primeiros tempos do domínio muçulmano, dentro de cada Cora estabeleceram-se os povoados em torno de castelos, denominados "ḥiṣn", que agiam como centros organizativos e defensores de certo âmbito territorial, denominado juz’ Esta estrutura administrativa manteve-se invariável até o século X, em que os distritos se modificam, aumentando muito o seu tamanho, denominando-se "aqâlîm" ("iqlîm", em singular). Da época do Emirado de Córdova existe informação mais fragmentada, embora se conheça o nome e situação geográfica de um grande número de coras existentes no século x. Alguns autores cifram em 40 o número total de coras que chegou a haver no Alandalus, e outras fontes estabelecem que o seu número (excluídas as pertencentes a alguma das Marcas) rondaria as 21-23 demarcações.
Em outros momentos históricos, a organização em Coras foi substituída por outro tipo de demarcações, como a Taha, própria do Reino Nacérida de Granada.

## Coras do Emirado
Ao contrário do período do califado, a informação sobre a organização territorial do Emirado de Córdova é escassa e, sobretudo, muito fragmentar. Desde os primeiros tempos do Emirado existiam as três Marcas, Superior, Média e Inferior, com as suas coras correspondentes, embora com denominações e delimitações diferentes, em alguns casos, das que terão mais adiante. É preciso levar em conta que as frequentes revoltas dos senhores periféricos contra o poder Omíada, usuais durante toda a história do Alandalus, modificavam com frequência os âmbitos de poder dos distritos.

### Coras correspondentes às Marcas
Estão identificadas as seguintes coras, dentro das Marcas:
- Marca Inferior.[13] Assim como ocorrerá durante o Califado, há certeza de uma única Cora, chamada Cora de Xenxir , com capital em Batalyaws (Badajoz), pelo menos numa primeira época, e Mérida mais tarde. A possível Cora de al-Lixbuna (Lisboa), poderia ter sido na realidade um iqlim, pois que também a estrutura destes tinha um cadi à frente da sua administração judiciário, apesar de saber-se que desfrutou de autonomia em 808—809, após a rebelião de Tumlus.[14]
- Marca Média. A capital da Marca estava em Tulaytulah (Toledo) e o seu âmbito praticamente não mudou entre o Emirado e o Califado. Nela situavam-se as coras de Al-Belat, Ax-Xerrat e Al-Ulga. A primeira delas permaneceu quase invariável até a queda do Califado. A segunda ocupava territórios que, mais adiante, seriam atribuídos à cora de Santavéria, razão pela qual existe uma clara continuidade entre elas. Enquanto a Al-Ulga, não há qualquer referência sobre ela para além de 929, sendo o seu território atribuído pelo geógrafo Iacute de Hama à cora de Toledo.
- Marca Superior. Na marca superior, identificaram-se durante o emirado, as seguintes coras: Harkal-Suli, que mais tarde se integraria na cora de Barbitaniya, que se estendia pela zona norte da atual província de Huesca: Az-Zeitum, que compreendia o que depois foi a cora de Lleida; Arth, que se estendia por territórios das cidades de Saragoça e de Calatayud; al-Shala, que compreendia a parte setentrional de Teruel e posteriormente resultaria na taifa de Albarracín;[15] e a cora de Turtusha, que se estendia até a fronteira com o Império Carolíngio.

### Coras interiores
No total, conhecem-se 16 coras situadas nas circunscrições interiores, ou seja, não fronteiriças, do Alandalus. A maioria delas manter-se-ão até final do Califado: Is-biliya (chamada também de "Al-Xarraf"), Xeduna ou Saduna, al-Yazirat o Heira, Qurtuba, Rayya, Ilbira, Yayyán (denominada às vezes de "al-Buxarrat"), Bedjala ou Pechina, Tudemir e Balansiya (denominada em alguns textos Amur).
Outras desaparecerão com a chegada do Califado para se integrar em diferentes circunscrições: Oxuna, Al-Fagar, Kunka (que se distribuirá entre Tudemir e Santavéria), Bathr (integrada em Balansiya) e Marmária (integrada à de Turtusha). Finalmente, a cora de Kambania converte-se em Takoronna, e parte do seu território passa à de Rayya.
De qualquer modo, não se dispõe de informação certa sobre os limites territoriais de todas elas.

## Coras durante o califado
A informação sobre as coras do Califado, muito mais abundante, provém basicamente do historiador cordovês, do século XI, Alrazi, se bem que há mais fontes da época (Mocadaci, Alcalbi, ibne Faradi, etc.). Embora os diferentes autores que trataram estas fontes coincidem, em geral, apreciam-se algumas pequenas diferenças de datação e âmbito entre eles.
Seguindo a classificação de Arjona Castro, estas coras foram:

### Coras de Algarbe Alandalus

#### Cora de Labla
Era uma cora de regular tamanho, que ocupava a quase totalidade da atual província de Huelva. Limitava com o Algarve, do qual a separava o rio Guadiana, e com a cora de Isbiliya, chegando por este limite oriental até o Aljarafe e, por norte, até a Serra. Entre Labla e a serra situava-se o território do Andévalo, que nessa época estava totalmente despovoado. A capital desta demarcação era a cidade de Niebla, e identificaram-se vários iqlim cujas cabeças eram Awnaba (Huelva), Aldjabal (Almonte), Takuna (Trigueros) e Cashtm (Cartaya), além de várias cidades como Lapp (Lepe) e Djabal al Uyum (Gibraleón). Era uma cora economicamente desenvolvida, predominando a oliveira, a videira e os frutais.
Após a queda do Califado, descompôs-se em dois reinos: a Taifa de Niebla e a Taifa de Huelva.

#### Cora deMārtulah
Pequena cora situada nas margens do rio Guadiana, em terreno montanhoso, que abrangia o território que atualmente corresponde ao distrito de Beja, embora algumas fontes a façam descender até a costa. A sua capital ficava na cidade de Mértola. Com o fim do Califado, tornou-se no Taifa de Mértola.

#### Outras possíveis coras
Em alguns textos apontam outras possíveis coras:
- A cidade de Huelva e o seu território estiveram incorporados à Cora de Labla, pelo menos até final do Califado. Alguns autores assinalam o seu caráter autônomo, embora provavelmente isto somente ocorresse logo antes da sua conversão em Taifa.
- Alguns autores assinalam a existência de uma cora de Al-Fagar, com capital na cidade de Silb (Silves), que depois se tornaria no Taifa de Silves. Esta cora existiu durante o emirado, mas é provável que durante o Califado somente tivesse autonomia em épocas muito concretas de crise, quer no seu começo, quer na dissolução do próprio Califado.
- Também foi assinalada a possível existência da cora de Faro, com cabeça na cidade de Faro, e que depois se tornaria no Taifa do Algarve. Em princípio, parece que esta comarca pôde pertencer, como iqlim, à cora de Mértola, razão pela qual a sua autonomia ficaria restrita, em todo caso, à etapa final do Califado (1009—1031).

### Coras de Mawsat al Andalus

#### Cora deIsbiliya
Formava parte anteriormente da antiga circunscrição romana hispalense. Abarcava a Serra de Aracena, a campina de Sevilha, o Aljarafe e as Marismas do Guadalquivir. Graças à sua riqueza agrícola e à potência artesanal da sua capital, teve uma alta densidade populacional, especialmente na zona que rodeava àquela. As suas cidades mais importantes foram: Alcalá de Guadaira, Talyata (Tejada), Al Sharaf, Tushana (Tocina), Utrera, Curtugana (Cortegana), Almonaster la Real, Aznalcázar, Lebrija e Puebla del Río.

#### Cora deFirrish
Ocupava a zona norte da atual província de Sevilha e parte da de Badajoz. A sua capital era denominada igualmente Firrish e a sua situação não está totalmente despejada, pois enquanto alguns autores a situam em Constantina, para outros ficava em Las Navas de la Concepción. Era um distrito pouco povoado, embora com recursos minerais e florestais.

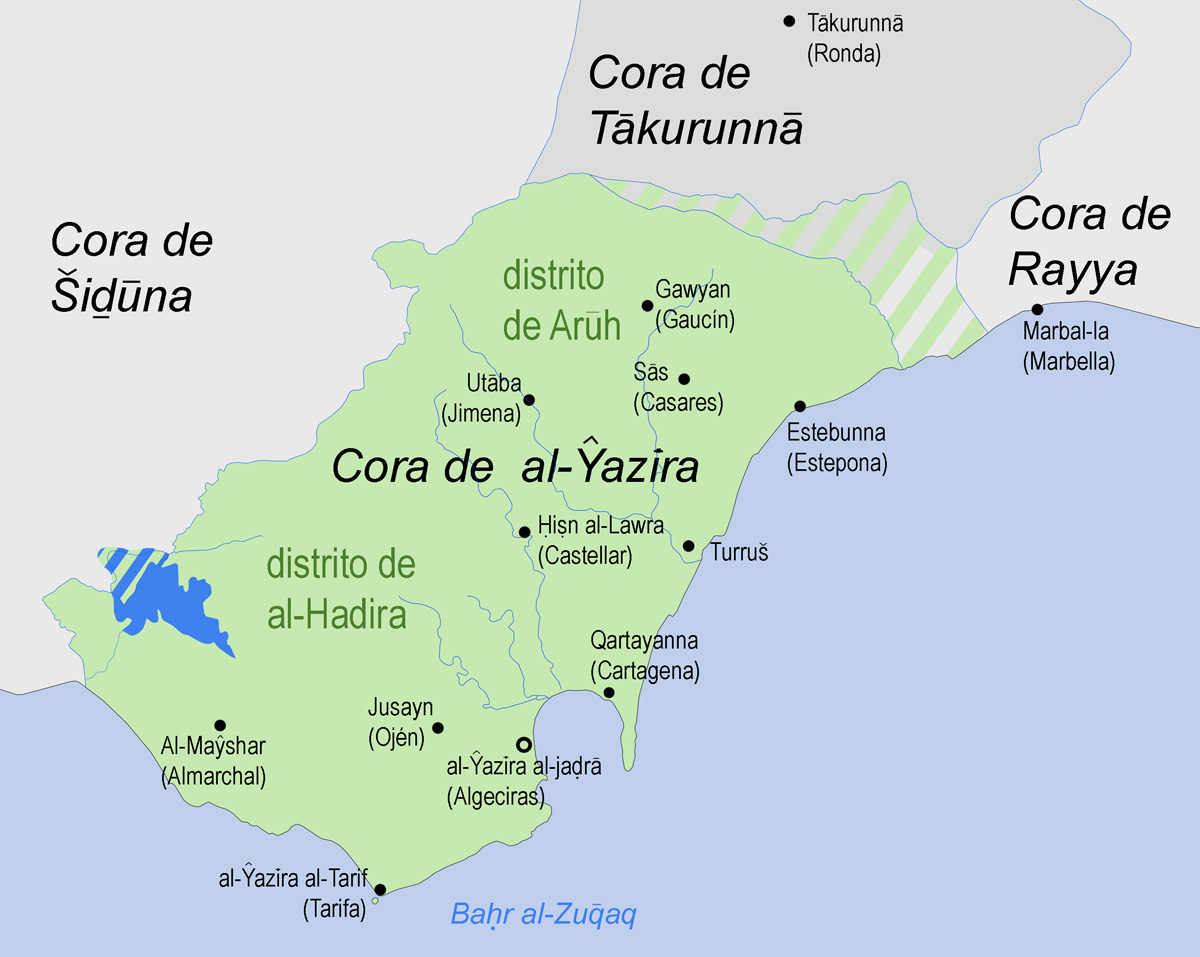
Cora de al-Yazirat e limítrofes

#### Cora de al-Yazirat
Abarcava o que hoje é o Campo de Gibraltar e a costa até Marbella. Espaço montanhoso, portanto, e com gado, basicamente. A sua capital era Al-Yazirat Al-Hadra (Algeciras), que era também o seu principal porto comercial e de transporte. Estava muito povoada e constava de vários iqlim: Aruh (Castellar de la Frontera), Al-Hadira, Olba e outros, nos quais estavam incluídas as cidades de Gibraltar, Tarifa, Jimena de la Frontera, Gaucín, Ojén, Maysar e Turrus. Limitava a norte com a cora de Takurunna, a leste com a cora de Rayya e a oeste com a cora de Siduna.

#### Cora deTakoronna
Abarcaria a Serrania de Ronda e a sua capital era a cidade de Ronda. Há autores que não citam esta cora e outros que a unem à de Écija. Além da capital, incluía as cidades de Ateba (Teba) e Canit (Cañete), assim como possivelmente Setenil, Grazalema e Olvera, embora alguns autores situem estas povoações na cora de Saduna. Era uma zona também montanhosa, de economia pobre e pouco povoada.

#### Cora deRayya
Esta cora abrangia um extenso território entre as serras do sul da atual província de Córdova, e quase toda a província de Málaga. A sua capital, a princípio, foi Medina Argiduna (Archidona) e, após a queda do Califado, Mālaqa (Málaga). Demarcação economicamente poderosa e muito povoada, as suas principais cidades eram Suhayl (Fuengirola), Ballix (Vélez), Cártama e Ard-Allah (Ardales). Era uma zona fértil agricolamente, com grandes extensões de florestas e pastos e zonas de veiga.

#### Cora deSaduna
A Cora de Saduna ou Siduna, também conhecida como de Jerez, compreendia o litoral atlântico, entre o Guadalquivir e o rio Barbate, chegando pelo interior até a campina e a serra de Grazalema. A sua capital era, numa primeira época, Medina-Sidonia e, após a ruína desta pelos normandos, a desaparecida cidade de Qalsana. Incluía entre outros os lugares de Arcus (Arcos de la Frontera), Cádis, Saluqa de Bahr al-Mada (Sanlúcar de Barrameda), Conil de la Frontera, Jerez de la Frontera e Rota. Tratava-se de uma cora poderosa, com o vale do Guadialakka (Guadalete) como eixo econômico e agrícola e uma importante atividade pesqueira e de conservado em sal.

#### Cora de Fahs al-Ballut
Situada na serra de Córdova, Sierra Morena e o Valle de los Pedroches, com capital em Bitrawsh, incluía a cidade de Gafiq.

#### Cora deQurtuba
Estendia-se ao longo do rio Guadalquivir, do atual limite da província de Xaém até Peñaflor, já em terras sevilhanas. Com capital em Córdova, que era uma cidade muito populosa. Dividia-se em vários iqlim: Wabo (Ovejo), Montemayor, Bury al-Hans (Bujalance), Peñaflor, Montoro e Qannit (Cañete de las Torres). Era, portanto, uma cora especialmente importante, com centros de poder político, religioso e militar, artesanatos diversas, indústrias (como a seda) e ricas terras de trabalho.

#### Cora deIstiyya
Situada na campina, com o rio Genil como eixo econômico e geográfico. Tratava-se de uma cora pequena, mas muito povoada, com a capital em Écija, uma importante cidade murada. Tinha no seu território povoações como Usuhuna (Osuna), Istapa (Estepe), Lawra (Lora) ou Gilena.

#### Cora deCarmuna
Juntamente com a Cora de Mawrur, era uma das menores do Alandalus, com capital em Carmona, cidade de ascendência tartéssia, fortemente murada e importante centro comercial e militar. A cora ficava na campina e, salvo a capital, quase não tinha povoações importantes, com hábitat disperso em almuinhas, ricas em poços e fontes. Os únicos núcleos destacáveis, cujo nome perdurou, eram Marshana (Marchena)e Pardish (Paradas).

#### Cora deMawrur
A menor de todas as coras andalusinas, situada nos contrafortes do sistema Subbético, sustentava-se no olival. A sua capital era a atual Morón de la Frontera e incluía além disso a povoação de Coripe.

#### Cora de Cabra
Em época anterior à dominação muçulmana, as terras desta cora pertenceram ao convento bético de Écija. Durante o Califado, compreendia a parte sul da atual província de Córdova, exceto Priego, que pertencia à cora de Elvira, e de povoações como Benamejí, Rute ou Iznájar, incorporadas à cora de Rayya. A capital da mesma era a cidade de Cabra, embora em algumas ocasiões mudasse para Baena. Adicionalmente, estavam Lucena, Lukk (Luque), Aguilar, Monturque e Almodóvar del Río. A sua economia era agrícola e de gado, com as oliveiras e as plantas aromáticas como eixos centrais, embora também havia hortas junto aos grandes núcleos populacionais.

#### Cora de Iaiane
Era das mais extensas de al-Mawsat, entendendo-se pela atual província de Xaém, mais o norte das de Granada e Almeria e parte das províncias de Cidade Real e Albacete, já que o seu limite nordeste ficava em torno de El Bonillo, pois a primeira povoação da vizinha cora de Tudemir, segundo os textos clássicos, era Balazote. Incluía o Vale do Guadalquivir, o Vale do Almanzora, Sierra Morena, as serras de Cazorla, Segura, Mágina, Castril e La Sagra, além do altiplano de Huéscar e da zona sudeste da Meseta Central.
Era, portanto, uma cora rica e poderosa, com variada produção agrícola, dividida em vários iqlim, entre eles Andújar, Baeza, Segura, Huéscar, Baza e Purchena. À parte as cabeças destas circunscrições, havia outras povoações importantes, como Arjona, Porcuna, Bedmar, Úbeda e Qayshata (Quesada), além de castelos como Tixcar.
A capital da cora situou-se desde 711 numa das cidades mais antigas da mesma, Mantïsa (La Guardia de Jaén), até meados do século IX com o translado final para Hadira; que mais tarde passou a ser denominada como a própria cora, Iaiam (Xaém).

#### Cora de Elvira
Era uma cora de grande tamanho também, que abrangia a costa desde Xat (Jete) e a atual La Herradura, a oeste de al-Munakab (Almuñecar), até a atual Guardias Viejas, em Almeria. Pelo interior, chegava a norte até Priego, al-Qibdat (Alcaudete), al-Uqbin (Castillo de Locubín) e Walma (Huelma). A sua fronteira oriental era o rio Guadiana Menor, incluindo portanto o iqlim de Wadi-as (Guadix), e englobando toda a Alpujarra e Serra Nevada, com Canshayar (Canjáyar) como cabeça, e a Serra de Gádor. A oeste, o limite era quase igual ao que atualmente separa as províncias de Granada e Málaga, embora a cidade de Alhama de Granada pertencesse à cora de Rayya.
Era uma demarcação economicamente pujante, no aspecto agrícola graças à veiga da sua capital, das depressões de Guadix e Baza e do vale do Almanzora. Tinha, além disso, uma grande riqueza mineira e pecuária. A capital esteve situada em Medina Elvira, e, após a conversão em taifa, em Madinat Garnata, muito perto daquela, e onde alguns autores situam a cidade de Illiberri ou Ilíberis.

#### Cora de Pechina
Ficava no extremo mais oriental do Alandalus, compreendendo os atuais campos de Dalías-El Ejido, o vale sob o rio Andarax e os campos de Tabernas e Níjar. A capital foi inicialmente Pechina, embora a sua situação periférica (o vale do Almanzora pertencia a Yayyán) e interior fez que a capital mudasse para Al-Mariya (Almeria), que já contava com um importante porto. Apesar disso, manteve a sua denominação.

#### Outras possíveis coras
Alguns autores, como López de Coca citam algumas coras que não se recolhem nos remanescentes estudos. Trata-se de pequenas partições de coras já citadas, possivelmente de final de época do califado. Concretamente, enumera três demarcações novas:
- A Cora de Medina Gagha, no município de Priego de Córdoba, que pôde estar separada de Elvira na primeira época.[33]
- A Cora de Osuna, que seria uma partição da já pequena cora de Écija.
- A Cora de Baza, que seria uma sedição da de Yayyán, opção razoável dado o seu caráter periférico e muito afastado da capital.

### Coras de Xarque Alandalus

#### Cora de Tudemir
De 825 até 1031, foi uma cora do território do Alandalus, com capital em Madinat al-Mursiya (Múrcia), após a sua fundação em 825 por ordem de Abderramão II. A cora ocupava o território da atual Região de Múrcia, a província de Alicante, a sudeste da Espanha, Hellín e parte de Albacete. Foi criada seguramente após as reformas administrativas impulsionadas por Abderramão, ao proclamar o emirado independente. Seguiu sendo assim na época Omíada e foi reestruturada definitivamente pela retirada das cidades ao interior, devido às ameaças dos viquingues e doutras tribos em 844.
Compreendia numerosas cidades, entre as que se encontram Uriula (Orihuela), Lacante (Alicante), Mula (Mula ou La Mola {Novelda}), Bqsara (Begastro {Cehegín, Múrcia} ou Bogarra {Caudete, Albacete}), Blntla ou Billana (Valentula {Elche} ou Villena), Lawrka (Lorca), Iyya ou ilha (Eio, que os autores identificam com a antiga Ilunum romana (Hellín)}, com a pedania murciana de Algezares onde apareceu restos de uma basílica bizantina e um grande palácio, ou com Elda), e Ilsh (Elche). Não existe unanimidade entre os diferentes autores sobre o limite setentrional desta cora, pois alguns a estendem até a região montanhosa próxima a Denia, enquanto outros estimam que esta zona pertenceu à cora de Valência. Alguns autores também lhe atribuem a cidade de Huéscar, que usualmente é considerada parte da Cora de Yayyán ou da de Elvira.
Após a queda do Califado, dividiu-se entre várias taifas: Múrcia, Denia (e mais as Baleares) e Granada (910—1031).

#### Cora deBalansya
A cora de Balansya ocupava aproximadamente a atual província de Valência e limitava a sul com a de Tudemir, e a norte com a de Turtusha. Tratava-se de uma cora de segunda ordem, pois no século X o peso econômico e demográfico da área de Valência era escasso. Na sua área geográfica havia duas cidades relevantes: Xàtiva e Denia. Existem dados sobre que, por volta de 929, havia um governador em Xàtiva, diferente do de Valência, o que pode fazer pensar em que, em algum momento, formou uma cora separada. No final do Califado, frente da escassa envergadura desta cora unificou-se com a de Tortosa e adscreveram-lhe as  Baleares.

#### Cora deTurtusha
Trata-se de uma cora periférica, com capital na cidade de Tortosa, muito escassamente povoada e economicamente pouco ativa. Abarcava o norte da atual província de Castellón, o curso baixo e a zona do delta do rio Ebro, assim como algumas comarcas da província de Tarragona, e nela incluiu-se usualmente a povoação de Morella, embora nem sempre. Era limítrofe com as coras de Lérida e Saragoça, incluídas na Marca superior. Durante algum tempo, no final do Califado esteve unida à Cora de Balansya. Depois, converteu-se na Taifa de Tortosa.

### Coras da Marca Inferior

#### Cora de Mérida
Integrada na Marca Inferior, estendia-se pela atual Estremadura espanhola e o sul de Portugal, até o oceano Atlântico, com capital na cidade de Mérida, que dava nome, ou em Badajoz, segundo a época. A sua demarcação procedia da antiga divisão lusitana tardor romana, que se formara como "cora" na época do emirado sob o nome de Xenxir. Era uma das mais extensas e economicamente pujantes, embora a sua cercania à fronteira cristã lhe desse um caráter predominantemente militar. Após a dissolução do Califado, converteu-se na Taifa de Badajoz.

### Coras da Marca Média

#### Cora de Toledo
Além de capital da Marca Média, a cidade de Toledo era cabeça de uma cora de igual nome que, segundo alguns autores, estendia-se pelo sul até a cora de Yayyan. Incluía diversos iqlim, entre os que destacava o de Fahs al-Luyy, cuja capital era Qasr 'Atiyya (Alcázar de San Juan). Além de com as outras coras da marca, lindava também, no seu extremo oriental, com a de Tudemir.

#### Cora de al-Belat
Ficava a norte das atuais províncias de Cáceres e Toledo, com capital em Medina al-Belat (Albalá), fortificação murada junto ao rio Tejo, perto da ponte de Almaraz. Tratava-se de uma demarcação economicamente pouco ativa e pouco povoada. A sua existência está datada nos séculos X e XI, e ficava integrada na Marca média, com o que militarmente dependia de Toledo. Com o desaparecimento do Califado, foi integrada na taifa de Toledo.

#### Cora de Santavéria
Ocupava um território algo superior ao que atualmente seriam as províncias de Cuenca, parte da província de Guadalajara e Teruel. O seu limite nordeste chegava à nascente do rio Tejo, o vale do rio Turia, até Tirwal (Teruel) e, continuando pela depressão do rio Jiloca, alcançava até Qalamusa (Calamocha, Saragoça). A oeste, chegava até Mulin (Molina de Aragão, Guadalajara), fazendo fronteira no rio Tejo até um determinado ponto entre o castelo de Welid e o monte toledano de Awkaniya (Ocaña, Toledo), a sul. Daí estendia-se até Uclés e, pelo rio Cabriel, até o Túria, cerrando a sua demarcação. Parece herdeira de uma antiga divisão visigótica com os três bispados situados em Cuenca: Valéria, Segóbriga e Ercávica e mais outras zonas incorporadas já na época muçulmana.
Tratava-se de uma cora pouco povoada e economicamente fraca, pertencente à Marca média. A capital desta cora variará,  inicialmente situada em Shantaberiya (Ercávica), depois em Uklis (Uclés), mais tarde em Walma (Huélamo) e al-Qannit (Cañete), que era a capital na época do califado e, finalmente, em Qunka (Cuenca), fundada por Almançor em 999. Com o desaparecimento do Califado, passou a ser integrada na Taifa de Toledo.

### Coras da Marca Superior
Sobre a base da informação transmitida por Al-Udri, sabemos que na Marca Superior o território repartia-se entre as coras de:
- Barbitaniya, que se estendia pela zona norte da atual província de Huesca, com capital em Barbastro, e incluía ademais as cidades de Boltaña e Alquézar.
- Washka, com cabeça na cidade de igual nome, incluía a fortificação de Bolea.
- Lérida, que era de tamanho muito reduzido, incluindo as cidades de Mequinenza e Fraga.
- Saragoça, era a cora principal da Marca Superior, tanto política quanto economicamente. A sua capital estava na cidade de Saragoça, e dispunha de vários centros populacionais relevantes: Zuera, Ricla, Muel, Belchite, Alcañiz e Calanda. Após o desaparecimento do Califado, ficou à frente da Taifa de Saragoça, que englobou a boa parte da Marca.
- Calatayud, que incluía, além da capital, os povoamentos de Muruenda e Daroca.
- Tudela, que incluía as cidades de Tarazona e Borja, e estendia-se até a atual La Rioja.
- Barusa, a menor das coras do Califado, organizada sobre o eixo do rio Piedra, com capital em Molina de Aragón, e limítrofe com a de Santavéria, já na Marca Central.

Segundo alguns autores, as duas primeiras coras citadas constituíam uma subdivisão militar da Marca Superior, denominada al-Tagr al-Aqsa ou Fronteira exterior.

## As Coras após a queda do Califado
A prolongada crise do Califado, entre 1009 e 1031, impulsionou a que os governantes das Coras, assim como algumas famílias poderosas de cidades importantes, fossem assumindo os poderes políticos e militares antes nas mãos do poder central. Assim, a maior parte das coras do Califado tornaram-se Reinos de Taifas, mantendo no geral o seu âmbito territorial. De fato, a independência consegue-se como consolidação de um reconhecimento dos próprios governantes do califado, outorgando-lhes títulos de vizir, lacabes honoríficos e outras distinções.
Não se dispõe de informação suficiente para traçar a organização territorial destes Reinos de Taifas, embora, como regra geral, pudessem ter mantido a divisão em distritos iqlim. Porém, o poder costumava estar muito centralizado no sultão.
Após a fatwa que em 1090 pôs final aos reinos de taifas, incorporando-os ao império Almorávida, estabeleceram-se governadores em todas as circunscrições territoriais, coincidentes com o âmbito das diversas taifas, pelo qual em certa forma se restituiu a estrutura anterior de coras, embora se instituísse em todos eles a figura de um caide ou comandante militar e a sua dependência do poder central fosse forte.
Após a segunda época de taifas, os almóadas estabelecem um Estado muito centralizado, com poder absoluto, e no que a traça do sistema de coras ficou praticamente apagada.